# Старая Кука
Старая Кука — село в Читинском районе Забайкальского края России. Входит в состав сельского поселения «Новокукинское». Основано в 1799 году.

## География
Село находится в западной части района, на берегу реки Кука, на расстоянии примерно 37 километров (по прямой) к юго-западу от города Чита, административного центра района и края. 

### Климат
Климат характеризуется как резко континентальный с продолжительной холодной малоснежной зимой и коротким тёплым летом. Среднегодовая температура воздуха составляет −4,3 — −2,5 °С. Средняя многолетняя температура самого холодного месяца (января) составляет −28 — −20 °С, температура самого тёплого (июля) — 15 — 18 °С. Среднегодовое количество осадков — 300—400 мм.

### Часовой пояс
Село Старая Кука находится в часовой зоне МСК+6. Смещение применяемого времени относительно UTC составляет +9:00.

## Население
| 2010 | 2021 |
| ---- | ---- |
| 302  | ↘284 |

### Национальный состав
Согласно результатам переписи 2002 года, в национальной структуре населения русские составляли 99 % из 306 чел.  

## Инфраструктура
В селе действует фельдшерско-акушерский пункт.